# Jänkäjärvi (sjö i Nurmes, Norra Karelen)
Jänkäjärvi är en sjö i kommunen Nurmes i landskapet Norra Karelen i Finland. Sjön ligger 239,6 meter över havet. Den är 9 meter djup. Arean är 56 hektar och strandlinjen är 7,72 kilometer lång. Sjön  ingår i Vuoksens huvudavrinningsområde.   Den ligger omkring 140 kilometer norr om Joensuu och omkring 470 kilometer nordöst om Helsingfors. 